# Талбот (бронепалубен крайцер)
Талбот (на английски: HMS Talbot) е бронепалубен крайцер от 2-ри ранг, на Британския Кралски флот построен през 1890-те години на 19 век. Това е кораб от серията крайцери „Еклипс“. Построен е в кралската корабостроителница в Девънпорт; заложен е през март 1894 г., достроен е през септември 1896 г.

## История на службата
По време на Руско-японската война крайцерът е стационар в корейското пристанище Чемулпо, старши на рейда сред неутралните съдове, където присътства на битката на крайцера „Варяг“ и канонерската лодка „Кореец“ с японската ескадра.

### Първа световна война
Участие в Първата световна война:
- Cruiser Force G / 12 крайцерска ескадра в Дувърския пролив.
- 1914 г. пленява германски търговски кораб.
- от март 1915 г. е в Дарданелите. На 26 април крайцерът, заедно с броненосеца HMS Goliath, оказва подкрепа на десанта на плажа „Y Beach“.
- май 1916 г. – Източна Африка.
- 1918 г. – нос Добра Надежда

През 1921 г. е прададен за скрап.